# Daniel Sampaio

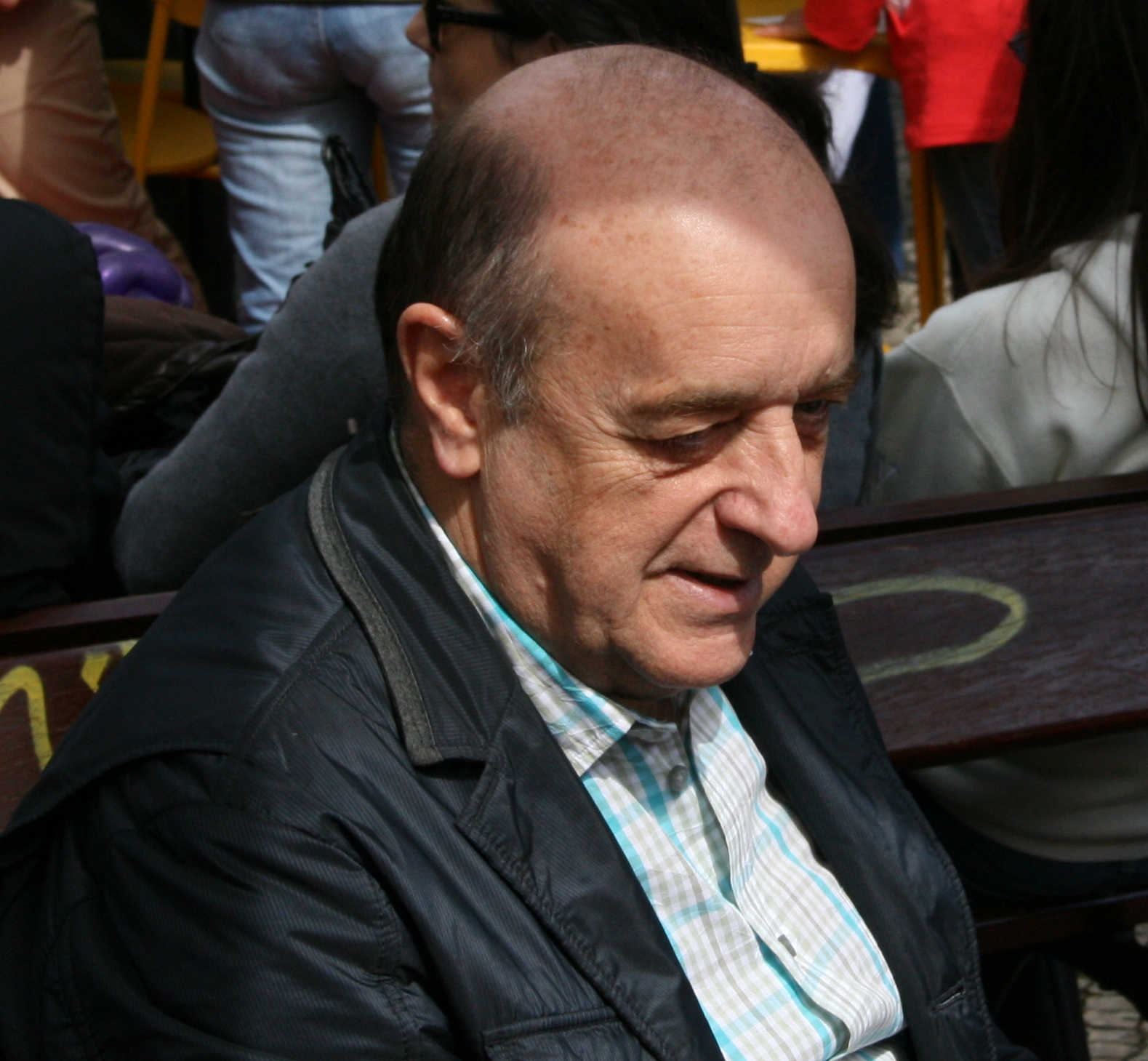
Daniel Sampaio

Daniel Sampaio (* 1946 in Lissabon, Portugal) ist ein portugiesischer Psychiater und Familientherapeut, Hochschullehrer und Schriftsteller.

## Leben und Wirken
Daniel Sampaio ist der Bruder von Portugals früherem Staatspräsidenten Jorge Sampaio, verbrachte seine ersten 15 Lebensjahre in Sintra und kehrte dann mit seiner Familie nach Lissabon zurück. Dort besuchte er das Liceu Pedro Nunes, wo er auch sein Abitur machte.
Von 1964 bis 1970 studierte er an der medizinischen Fakultät der Universität Lissabon Medizin und spezialisierte sich 1976 in Psychiatrie. Die Promotion in Medizin erfolgte 1986. Später erfolgte seine Ernennung zum ordentlichen Professor für Medizin und Psychiatrie an der medizinischen Fakultät der Universität von Lissabon und Tätigkeit am Hospital Santa Maria im Bereich der Krisenintervention bei Jugendlichen und jungen Erwachsenen.
Er ist Begründer der Familientherapie in Portugal und gründete 1979 die Sociedade de Terapia Familiar.
Als Autor kann Sampaio mehr als 22 Bücher vorweisen, die Themen seiner Bücher umfassen die Bereiche Familie, Jugendsuizid, Drogensucht, Erwachsenwerden.
In der Stadt Sobreda ist eine weiterführende Schule nach ihm benannt: Escola Daniel Sampaio.

## Werk (Auswahl)
- Vivemos livres num prisão, 1998.
- A cinza do tempo, 1999.
- Voltei a escola, 2001.
- Terapia Familiar, 2002.
- Arvore sem voz, 2004.
- Jovens com saude, 2009.
- Crime na escola, 2011.
- Manual da psiquiatria clinica, 2014
- Do telemovel para o mundo, 2018.
- A razão dos Avos, 2019.